# 短芒薹草
短芒薹草（学名：Carex breviaristata）为莎草科薹草属下的一个种，是中国的特有植物。分布在中国大陆的浙江、安徽、湖南、甘肃、陕西等地，生长于海拔400米至1,800米的地区，见于山坡草地或林下阴湿处，目前尚未由人工引种栽培。

## 扩展阅读
- 維基物種上的相關：短芒薹草